# Mount Stanley (Ruwenzori)
Der Mount Stanley (im Kongo Monts Stanley, in der Demokratischen Republik Kongo Mount Ngaliema) ist ein Bergmassiv im Ruwenzori-Gebirge. Mit dem 5109 m (16.763 ft) hohen Margherita Peak stellt er den höchsten Berg sowohl des Kongo, als auch Ugandas dar. Er ist nach dem Kilimandscharo (5895 m) und dem Mount Kenya (5199 m) der dritthöchste Berg Afrikas und der höchste, der nicht vulkanischen Ursprungs ist. Als einer der wenigen Berge in Afrika ist er teilweise vergletschert. Der Mount Stanley ist nach dem Journalisten und Entdecker Sir Henry Morton Stanley benannt und Bestandteil des Rwenzori Mountains National Park und UNESCO-Weltnaturerbe.

## Geographie
Der Mount Stanley liegt im waldreichen und teils vergletscherten Ruwenzori-Gebirge ca. 40 km nördlich des Äquators und ist Teil des langgestreckten Ostafrikanischen Grabenbruchs zwischen dem Albertsee im Norden und dem Eduardsee im Süden.

## Landschaftsbild
Obwohl der Mount Stanley in tropisch-heißen Regionen liegt, ist er ab etwa 4800 m stark vergletschert. Neben diesen Gletschern befinden sich dort Firn- und Schneefelder, aus denen Gebirgsflüsse entspringen – u. a. befindet sich eine der Quellen des Nils im Ruwenzori. An seinen Hängen liegen größere Gebirgsseen und eine äußerst üppige Vegetation, die in seinen tieferen Regionen auf kongolesischer Seite in primären tropischen Regenwald übergeht, auf ugandischer Seite befindet sich die Basis des Berges in pflanzenreichen Hochtälern.

## Vergletscherung
Die Gesamtfläche der Gletscher im Ruwenzori, die bei der ersten Erforschung vor hundert Jahren noch 6,5 Quadratkilometer ausmachte, geht aufgrund der Klimaerwärmung stetig zurück. Heute misst sie nur rund einen halben Quadratkilometer. Hierbei ist jedoch anzumerken, dass die in der Literatur zu findenden Angaben oft stark voneinander abweichen. Pro Jahr schrumpfen die Gletscher derzeit aufgrund kontinuierlich steigender Temperaturen um mehrere Dutzend Meter pro Jahr. Die Gleichgewichtslinie lag bis etwa 1900 unterhalb von 4500 m, 1955 etwa auf 4600 m und heute noch einmal mindestens 100 Meter höher. Größter Gletscher der Stanley-Berge ist das sog. Stanley-Plateau – eine ebene, vergletscherte Fläche auf etwa 4800 m, aus der nahezu alle höheren Gipfel des Bergmassivs herausragen; lediglich Margherita Peak und Albert Peak sind nördlich davon durch einen kleinen Sattel getrennt.
1955 wurden im Ruwenzori noch 42 Gletscher gezählt, 1988 waren es nur mehr 30. Heute sind nur noch die Stanley-Berge großflächig vergletschert, alle anderen Massive weisen noch kleinere Eisfelder auf. Mount Gessi und Mount Emin, die etwa zu Beginn des 20. Jahrhunderts noch stark vergletschert waren, gelten heute bereits als vollkommen eisfrei. Wissenschaftler rechnen damit, dass die Gletscher innerhalb zwanzig Jahren ganz verschwunden sind.

## Gipfel

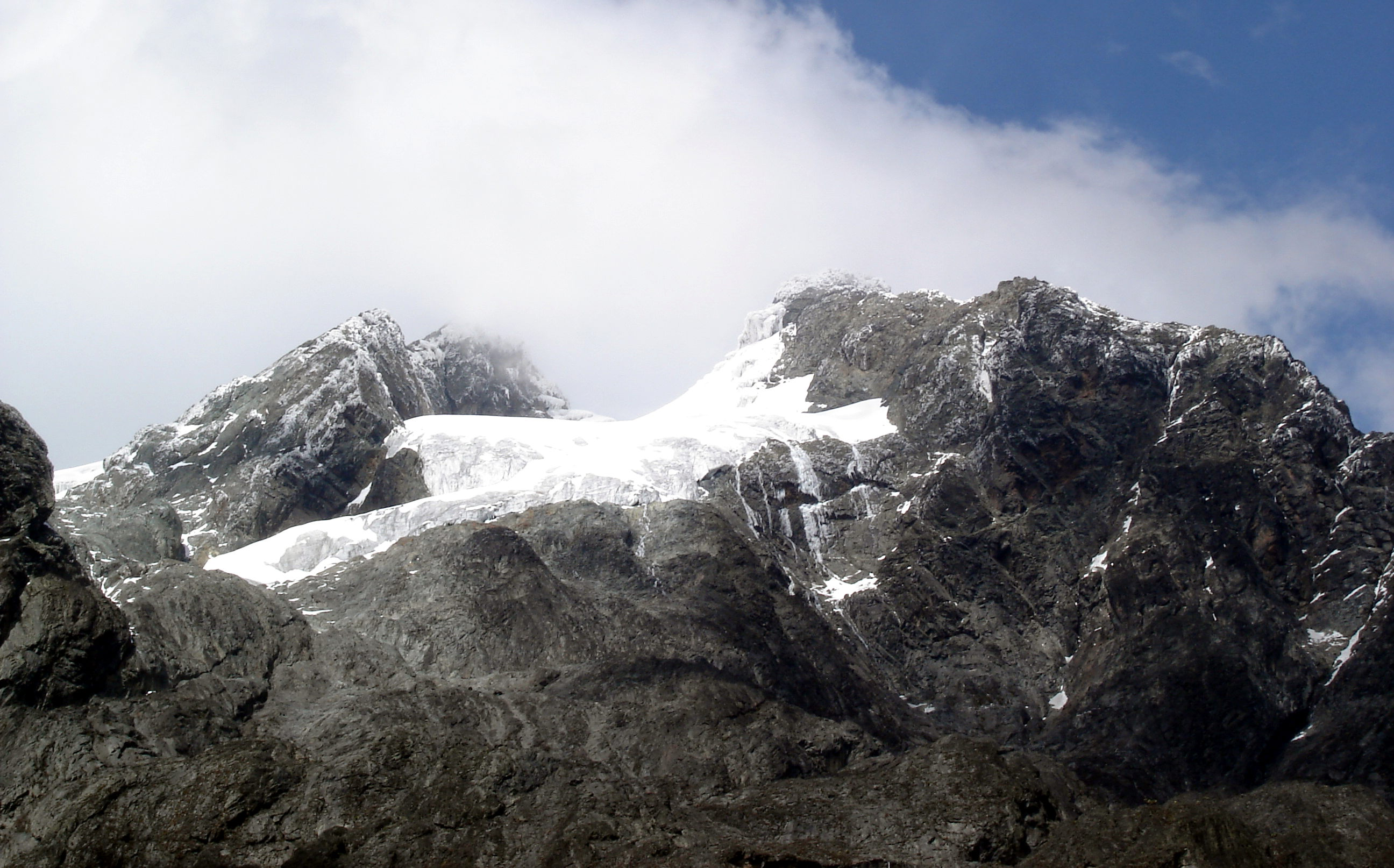
Gipfelaufbau von Alexandra und Margherita Peak

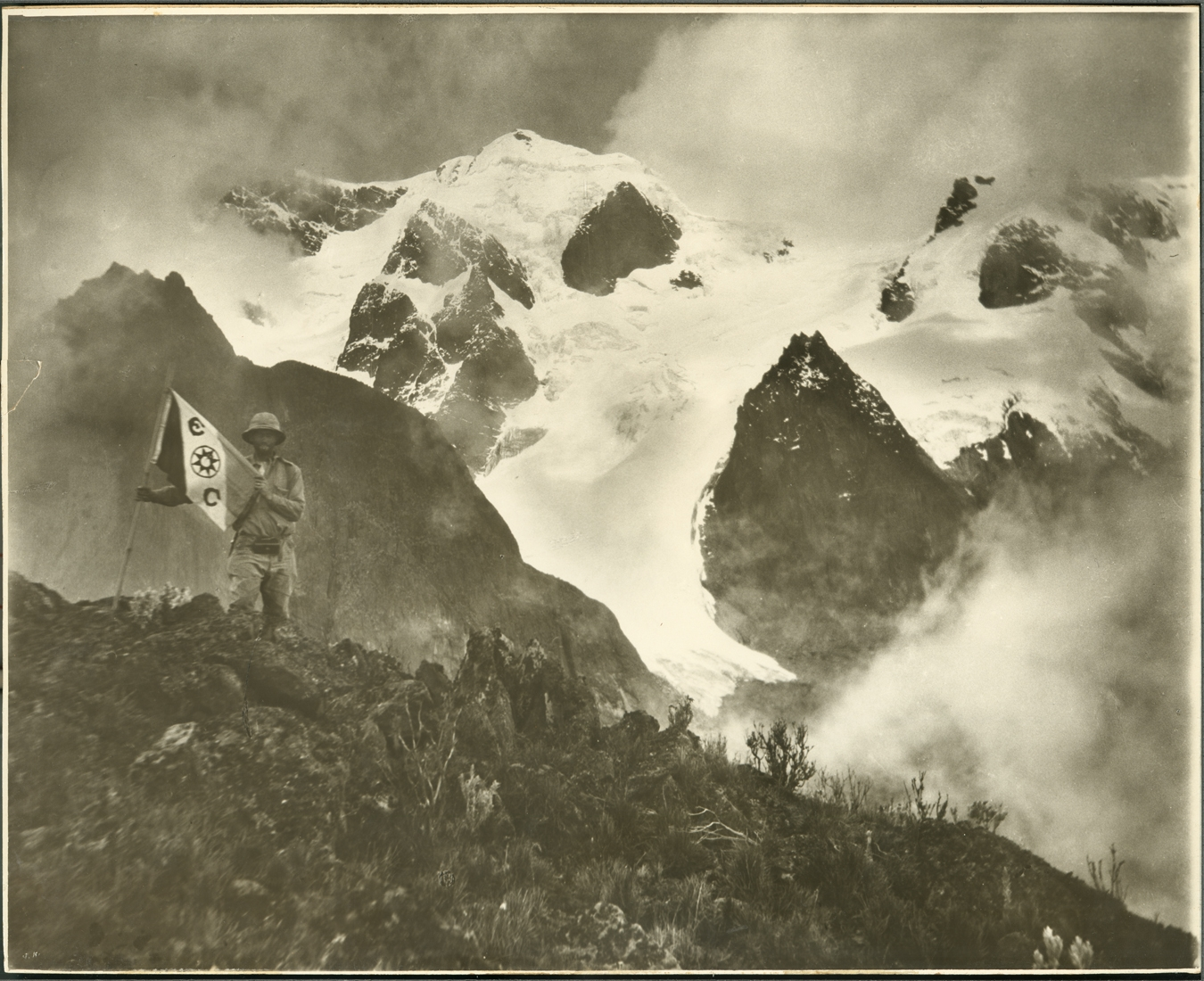
Ornithologe James P. Chapin auf einer Rwenzori-Expedition, 1925

Die Stanley-Berge bestehen aus drei Hauptgipfeln und mehreren tieferen Gipfeln:
| Gipfel                  | Höhe   | Namensgeber                                                      |
| ----------------------- | ------ | ---------------------------------------------------------------- |
| Margherita Peak         | 5109 m | Margherita di Savoia, Königin von Italien.                       |
| Alexandra-Spitze        | 5091 m | Alexandra von Dänemark, Gattin des britischen Königs Eduard VII. |
| Albert-Spitze           | 5087 m | Albert I., König von Belgien.                                    |
| Savoia-Spitze           | 4977 m | Haus Savoyen, italienisches Königshaus.                          |
| Elena-Spitze            | 4968 m | Elena von Montenegro, Königin von Italien                        |
| Elizabeth               | 4929 m |                                                                  |
| Phillip                 | 4920 m |                                                                  |
| Moebius-Spitze          | 4916 m | August Ferdinand Möbius, deutscher Mathematiker und Astronom.    |
| Großer Zahn (KitaSamba) | 4603 m |                                                                  |

## Erforschung und Erstbesteigung
1889 passierte Stanley den westlichen Fuß des Gebirges, der Expeditionsteilnehmer William Grant Stairs drang bis auf eine Höhe von etwa 3200 m vor. 1891 erreichte Emin Pascha bereits eine Höhe von fast 4000 m. In den folgenden Jahren erreichten zahlreiche weitere Forscher, darunter etwa Jean Jacques David 1904 und Rudolf Grauer 1906, immer größere Höhen.
Die Erstbesteigung des Mount Stanley erfolgte 1906 durch den italienischen Forschungsreisenden Ludwig Amadeus von Savoyen, J. Petigax, C. Ollier und J. Brocherel.